# 效用
效用（英語：Utility），是微观经济学中最常用的概念之一。一般而言，效用是指对于消费者对各种財貨和服务的消费或投资的相对满意度的度量。对于投资而言，是指投资者从不同的投资组合中获得的满意度。基于理性选择理论的经济学理论通常认为消费者会尽可能最大化其效用。边际效用会随着財貨或服务的供应增加而减少，称为边际效用递减原理。

## 历史
效用的概念是丹尼尔·伯努利在解释圣彼得堡悖论（丹尼尔的堂兄尼古拉一世·伯努利设计出来的一个悖论）时提出的，目的是挑战以金额期望值(expected monetary value, EMV)作为决策标准的理论。
丹尼尔·伯努利对这个悖论的解答在1738年的论文裡，主要包括两条原理：
1. 边际效用递减原理：一个人对于财富的占有多多益善，即效用函数一阶导数大于零；随着财富的增加，满足程度的增加速度不断下降，效用函数二阶导数小于零。
2. 最大效用原理：在风险和不确定条件下，个人的决策行为准则是为了获得最大期望效用值而非最大期望金额值。

## 效用的基数性和序数性
经济学家对于效用的理解是有一个过程的。19世纪的杰文斯、瓦尔拉斯和马歇尔等早期经济学家认为效用如同人们的身高和体重一样是可以测量的，而约翰·希克斯（John Hicks）於1946年尝试了只在序数性效用的假定下，也取得了很多的研究成果。约翰·希克斯认为，效用的数值表现只是为了表达偏好的顺序，并非效用的绝对数值。保罗·萨缪尔森也认为效用反映着人的欲望，而欲望是无法具体度量的，只能通过人们满足自己的愿望付出了多少价格来判断:78。从教科书等内容判断，现在比较通用的应该是后者的序数性效用。

## 边际效用
假设一个经济中存在{\displaystyle n}种財貨，消费者从消费財貨向量：
{\displaystyle \mathbf {x} =(x_{1},x_{2}\cdots ,x_{n}),\forall i\in \{1,2,\cdots ,n\},x_{i}\geq 0}
来得到效用。为了集中讨论效用问题，我们这里不考虑消费约束，也就是说消费者不用担心自己是否能够承担这些消费。假设消费者的效用函数存在（效用函数的存在性证明需要较大篇幅，这里不予给出），则可以表示成：
{\displaystyle U=u(\mathbf {x} )}。
边际效用可以定义为，在其他情况不变的情况下，消费者透过增加一个单位的財貨{\displaystyle i}的消费导致的效用的增加量。形式上，可以用下面的表达式来表示：
{\displaystyle MU={\frac {\partial u(\mathbf {x} )}{\partial x_{i}}}=u_{i}(\mathbf {x} )}。

### 引用
1. ↑  Marshall, Alfred.  8th. London: Macmillan. 1920.